# Alectoria lata
Alectoria lata är en lavart som först beskrevs av Taylor, och fick sitt nu gällande namn av Linds. Alectoria lata ingår i släktet Alectoria och familjen Parmeliaceae.   Inga underarter finns listade i Catalogue of Life.